# Katsuhiro Minamoto
Katsuhiro Minamoto (皆本勝弘?, Minamoto Katsuhiro; Hiroshima, 2 luglio 1972) è un ex calciatore giapponese, di ruolo centrocampista.

## Carriera
Ha militato nel Cerezo Osaka e nel Sanfrecce Hiroshima.